# ابوالقاسم مسعودی

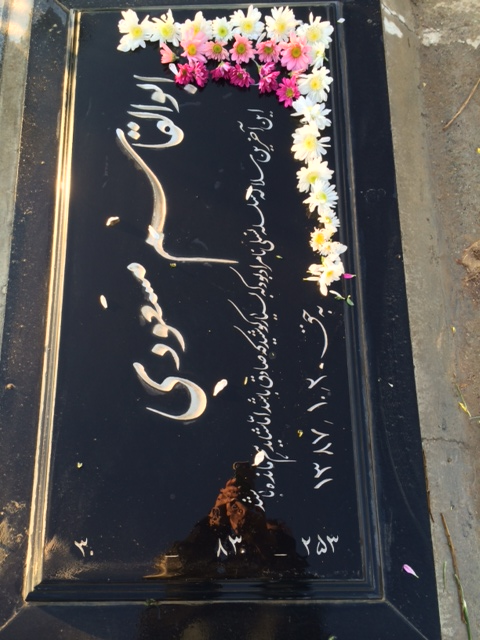

ابوالقاسم مسعودی (۱۳۰۹ – ۳۰ دی ۱۳۸۷) نویسنده و روزنامه‌نگار ایرانی است.
ابوالقاسم مسعودی زاده سال ۱۳۰۹ در همدان بود. وی مدتی سردبیر نشریهٔ «آپادانا» بود، و در حدود سال‌های ۱۳۳۵ تا ۱۳۴۰، به سردبیری نشریهٔ خروس جنگی پرداخت، که جریان «جیغ بنفش» هوشنگ ایرانی در آن مطرح شده‌است. او همچنین با نشریه‌های «سپید و سیاه»، «اطلاعات» و «کار و کارگر» همکاری داشت.
کتاب‌های «شرح حال ۲۳۰ تن از نامداران جهان» و «مکتب دیالکتیک مولانا» نیز آثار به جامانده از مسعودی هستند.
مسعودی روز جمعه ۲۰ دی ۱۳۸۷ در سن ۷۸ سالگی در خانه خود درگذشت و پیکرش در قطعهٔ ۲۵۳ بهشت زهرا آرام گرفت.

## پی‌نوشت
1. ↑  سرویس: فرهنگ و ادب - ادبیات (۳۰ دی ۱۳۸۷). «درگذشت ابوالقاسم مسعودی، سردبیر «خروس جنگی»». ایسنا. بایگانی‌شده از اصلی در ۱۹ ژانویه ۲۰۰۹. دریافت‌شده در ۱۶ سپتامبر ۲۰۱۱.